# Aeroporto Internazionale Jomo Kenyatta
L'Aeroporto Internazionale Jomo Kenyatta (IATA: NBO, ICAO: HKJK) è uno scalo aeroportuale kenyano situato nel matarafa Embakasi, a circa 18 km a sud-est dal centro direzionale di Nairobi, capitale dello Stato dell'Africa orientale, nonché capoluogo dell'omonima contea.
Originalmente indicato come Aeroporto di Embakasi, il suo nome venne cambiato nel 1978 in memoria di Jomo Kenyatta, primo ministro e poi eletto primo presidente del Kenya indipendente.
L'aeroporto è hub per le compagnie aeree Fly540 e Kenya Airways.

## Struttura
La struttura, posta a 1 625 m s.l.m. (5331 ft), comprende una torre di controllo del traffico aereo, due  terminal passeggeri, il Terminal 1 per i voli internazionali e locali no "Low Cost", il 2 riservato alle compagnie a basso costo, varie strutture di servizio e una pista con superficie in asfalto lunga 4 117 e larga 45 m (13 507 x 148 ft), con orientamento 06/24, priva sia di sistema di illuminazione a bordo pista (LIRL/MIRL/HIRL) che di sistema luminoso di avvicinamento PAPI.

## Statistiche
Questo grafico non è disponibile a causa di un problema tecnico.
Si prega di non rimuoverlo.
Vedi la query Wikidata di origine.